# Kelemen Ferenc (koreográfus)
Kelemen Ferenc (Marosvásárhely, 1944. július 7. –) romániai magyar koreográfus, művészeti író.

## Életútja
Középiskoláit szülővárosában a Bolyai Farkas Líceumban végezte (1962), ugyanott a Pedagógiai Főiskolán magyar–román szakos tanári oklevelet szerzett (1965). Tanulmányait a Babeș–Bolyai Tudományegyetemen folytatta, ahol magyar nyelv- és irodalomból államvizsgát tett (1973).
Kora ifjúságától foglalkoztatja a népi táncművészet: a marosvásárhelyi Székely Népi Együttes táncosa (1965–67), ugyanott a Népi Művészeti Iskolában tánctanár (1967–71), majd az Egyetemisták Művelődési Házának művészeti irányítója. Közben 1973 és 1982 között mozgásművészeti kollégiumokat tartott a Szentgyörgyi István Színművészeti Főiskolán.
A marosvásárhelyi főiskolások táncegyüttesével – amelyet 1967-ben alapított és vezetett – számos országos díjat és helyezést nyert. Felkérésre mint vendég több színházi előadás koreográfiáját készítette el Marosvásárhelyen és Székelyudvarhelyen. Többek között az ő közreműködésével mutatták be Mirea Jó estét, Kilde úr (musical, 1972), Madách Imre Az ember tragédiája (1975), Bertolt Brecht Egy fő az egy fő (1976), Hubay Miklós–Ránki György–Vas István Egy szerelem három éjszakája (1977), Dumitru Radu Popescu Két óra béke (1979), Vörösmarty Mihály A fátyol titkai (1979), Móricz Zsigmond–Hajdu Győző: A nap árnyéka (1980), Hajdu Győző Van ilyen szerelem (1981) c. darabját.
A Román Televízió számára filmkoreográfiákat készített; a magyar adás keretében bemutatottak közül megemlítjük Régi erdélyi énekek és táncok (1978), Vajdahunyadi várjátékok (1979) és Mondod-e még? (emlékfilm a nagyenyedi Bethlen Gábor Kollégiumról) c. szerzeményeit. A Csáky Zoltán indította Kaláka első két népi hagyományt ápoló adásának előkészítésében mint koreográfiai szakértő vett részt.
Kiterjedt szervezői és irányítói munkásságot fejtett ki hagyományőrző falusi együttesek alapítása és irányítása terén, így Szentgericén, Székelykálon, Magyardellőn. Az Előre, A Hét, Igaz Szó, Korunk, Művelődés, Új Élet és Vörös Zászló hasábjain 1967-től rendszeresen megjelenő írásaiban főként a népi tánckultúra, mozgás- és színművészet elméleti és gyakorlati kérdéseivel foglalkozott. 1970-től a  Marosvásárhelyi Rádió Stúdiójának külső munkatársa.
Előszóval és hazai vonatkozású könyvészettel látta el Szentpál Márta Játékos ritmika című művét (1981).